# Kazuto Seki
Kazuto Seki (japanisch 関 一人, Seki Kazuto; * 11. September 1975 in Shizuoka) ist ein ehemaliger japanischer Segler.

## Erfolge
Kazuto Seki nahm in der 470er Jolle an den Olympischen Spielen 2004 in Athen teil. Gemeinsam mit Kenjirō Todoroki belegte er mit 90 Punkten den dritten Platz hinter dem US-amerikanischen und dem britischen Boot und gewann damit die Bronzemedaille. Bei Asienspielen sicherte sich Seki zunächst 1990 in Peking die Goldmedaille in der Bootsklasse Optimist, ehe er mit Todoroki in der 470er Jolle 2002 in Busan die Silbermedaille gewann.